# Перша лінія (Метрополітен Теджона)
Перша лінія (Метрополітен Теджона) (кор. 대전 도시철도 1호선) — лінія метрополітену в південнокорейському місті Теджон.

## Історія
Будівництво початкової дільниці першої лінії розпочалося 30 жовтня 1996 року. Початкова дільниця «Пханам» — «Урядовий комплекс» з 12 станцій відкрилася у 2006 році, у наступному році були відкриті ще 10 станції.

## Лінія
Всі станції на лінії підземні та одразу побудовані закритого типу зі скляними дверима що відокремлюють платформу від потяга. Рухомий склад складається з 84 вагонів, лінію обслуговує 21 чотиривагонний потяг що живиться від повітряної контактної мережі.

## Станції
Станції зі сходу на північний захід.
| Перша лінія |                            |                  |                              |                     |                                         |                 |
| № станції   | Назва українською          | Назва корейською | Назва англійською            | Розташування        | Тип                                     | Дата відкриття  |
| 101         | «Пханам»                   | 판암             | «Panam»                      | Район Донг, Теджон  | Підземна з двома острівними платформами | 16 березня 2006 |
| 102         | «Сінхьонг»                 | 신흥             | «Sinheung»                   | Район Донг, Теджон  | Підземна з береговими платформами       | 16 березня 2006 |
| 103         | «Дедонг»                   | 대동             | «Dae-dong»                   | Район Донг, Теджон  | Підземна з острівною платформою         | 16 березня 2006 |
| 104         | «Дечон»                    | 대전             | «Daejeon»                    | Район Донг, Теджон  | Підземна з острівною платформою         | 16 березня 2006 |
| 105         | «Чангангно»                | 중앙로           | «Jungangno»                  | Район Чун, Теджон   | Підземна з береговими платформами       | 16 березня 2006 |
| 106         | «Адміністрація району Чун» | 중구청           | «Jung-gu Office»             | Район Чун, Теджон   | Підземна з острівною платформою         | 16 березня 2006 |
| 107         | «Сотеджон Негорі»          | 서대전네거리     | «Seodaejeon Negeori»         | Район Чун, Теджон   | Підземна з острівною платформою         | 16 березня 2006 |
| 108         | «Орьонг»                   | 오룡             | «Oryong»                     | Район Чун, Теджон   | Підземна з береговими платформами       | 16 березня 2006 |
| 109         | «Йонгмун»                  | 용문             | «Yongmun»                    | Район Со, Теджон    | Підземна з береговими платформами       | 16 березня 2006 |
| 110         | «Танбанг»                  | 탄방             | «Tanbang»                    | Район Со, Теджон    | Підземна з береговими платформами       | 16 березня 2006 |
| 111         | «Мерія»                    | 시청             | «City Hall»                  | Район Со, Теджон    | Підземна з береговими платформами       | 16 березня 2006 |
| 112         | «Урядовий комплекс»        | 정부청사         | «Government Complex Daejeon» | Район Со, Теджон    | Підземна з береговими платформами       | 16 березня 2006 |
| 113         | «Кальма»                   | 갈마             | «Galma»                      | Район Со, Теджон    | Підземна з береговими платформами       | 17 квітня 2007  |
| 114         | «Вольпхьонг»               | 월평             | «Wolpyeong»                  | Район Со, Теджон    | Підземна з береговими платформами       | 17 квітня 2007  |
| 115         | «Капчхон»                  | 갑천             | «Gapcheon»                   | Район Со, Теджон    | Підземна з береговими платформами       | 17 квітня 2007  |
| 116         | «Спа Юсонг»                | 유성온천         | «Yuseong Spa»                | Район Юсонг, Теджон | Підземна з береговими платформами       | 17 квітня 2007  |
| 117         | «Гуам»                     | 구암             | «Guam»                       | Район Юсонг, Теджон | Підземна з береговими платформами       | 17 квітня 2007  |
| 118         | «Національний цвинтар»     | 현충원           | «National Cemetery»          | Район Юсонг, Теджон | Підземна з береговими платформами       | 17 квітня 2007  |
| 119         | «Стадіон Чемпіонату Світу» | 월드컵경기장     | «World Cup Stadium»          | Район Юсонг, Теджон | Підземна з береговими платформами       | 17 квітня 2007  |
| 120         | «Ноин»                     | 노은             | «Noeun»                      | Район Юсонг, Теджон | Підземна з береговими платформами       | 17 квітня 2007  |
| 121         | «Чічок»                    | 지족             | «Jijok»                      | Район Юсонг, Теджон | Підземна з береговими платформами       | 17 квітня 2007  |
| 122         | «Пансок»                   | 반석             | «Banseok»                    | Район Юсонг, Теджон | Підземна з двома острівними платформами | 17 квітня 2007  |

## Галерея

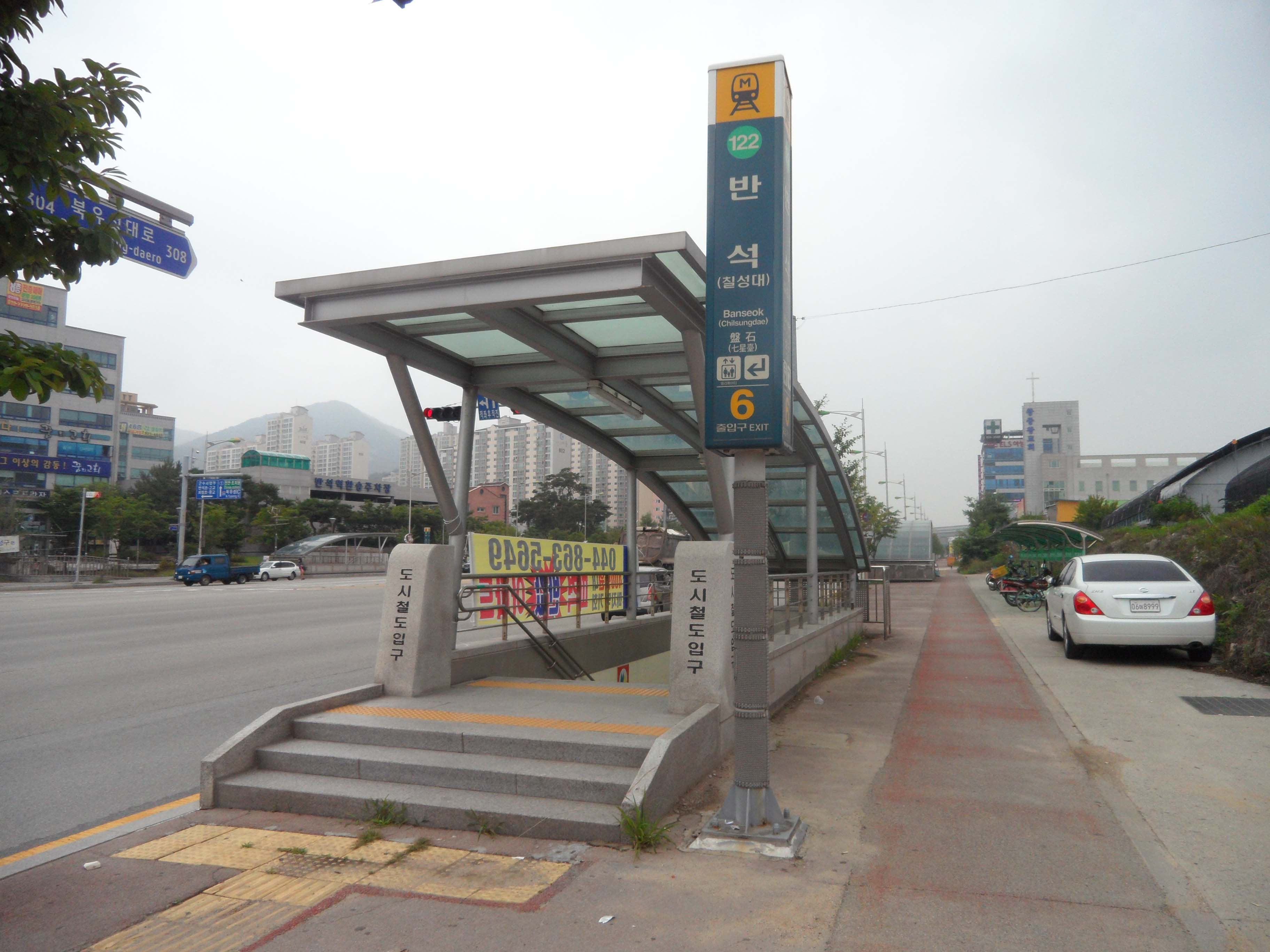
Один з виходів зі станції «Пансок»
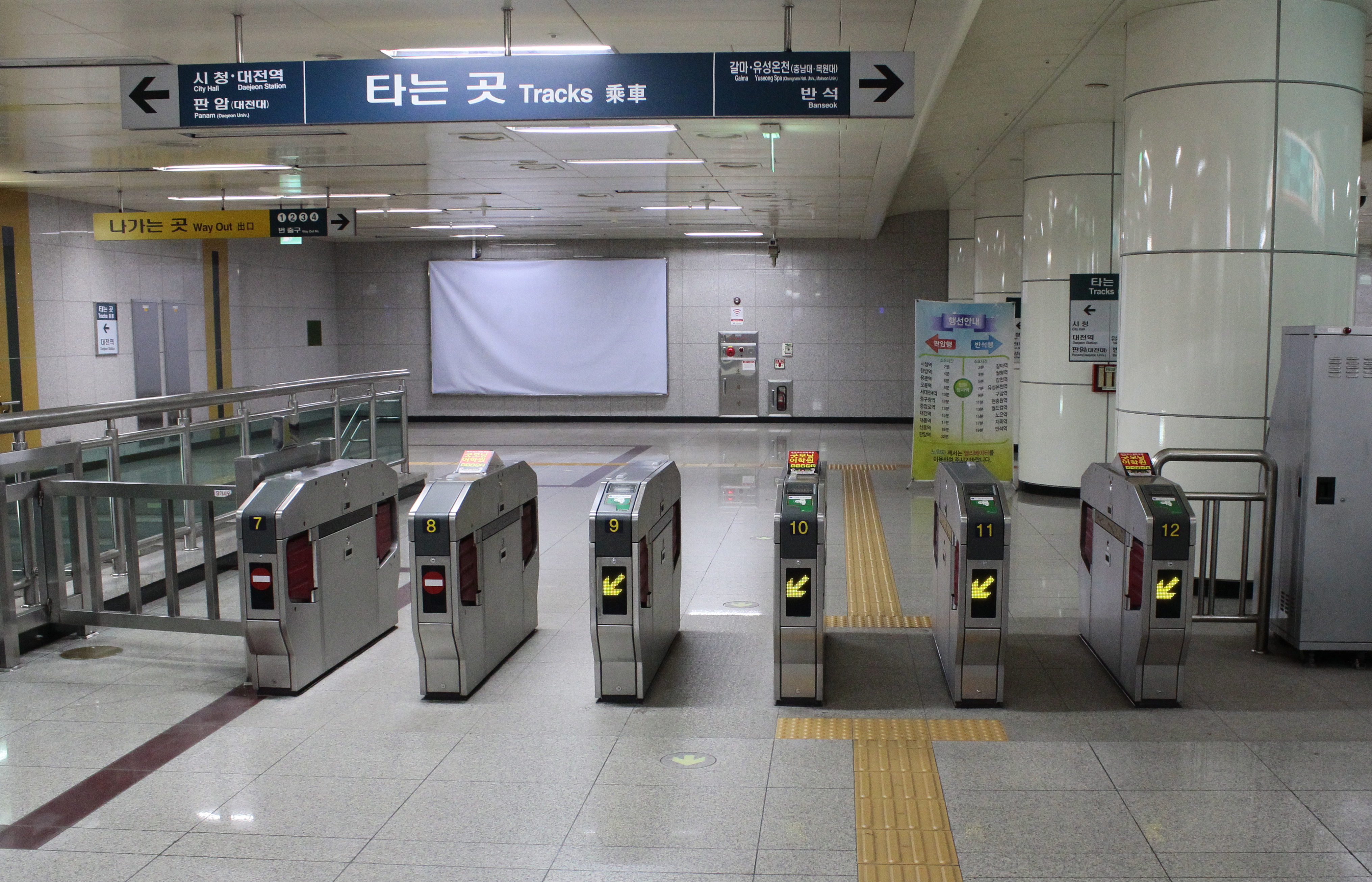
Турнікети на станції «Урядовий комплекс»
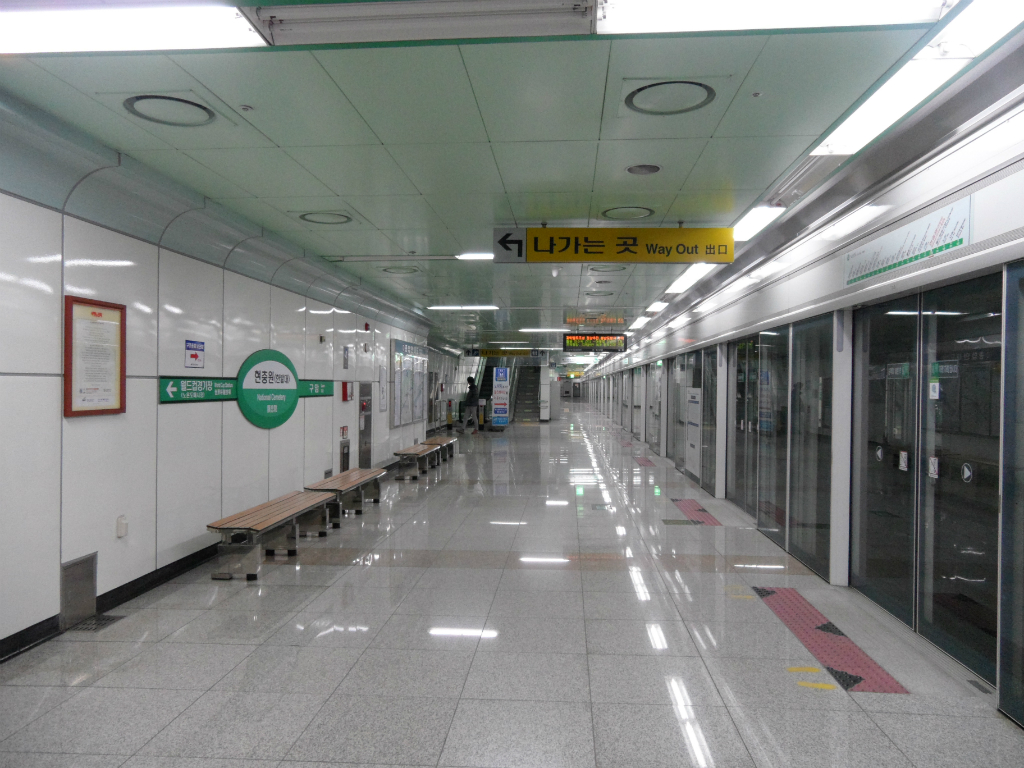
Платформа станції «Національний цвинтар»
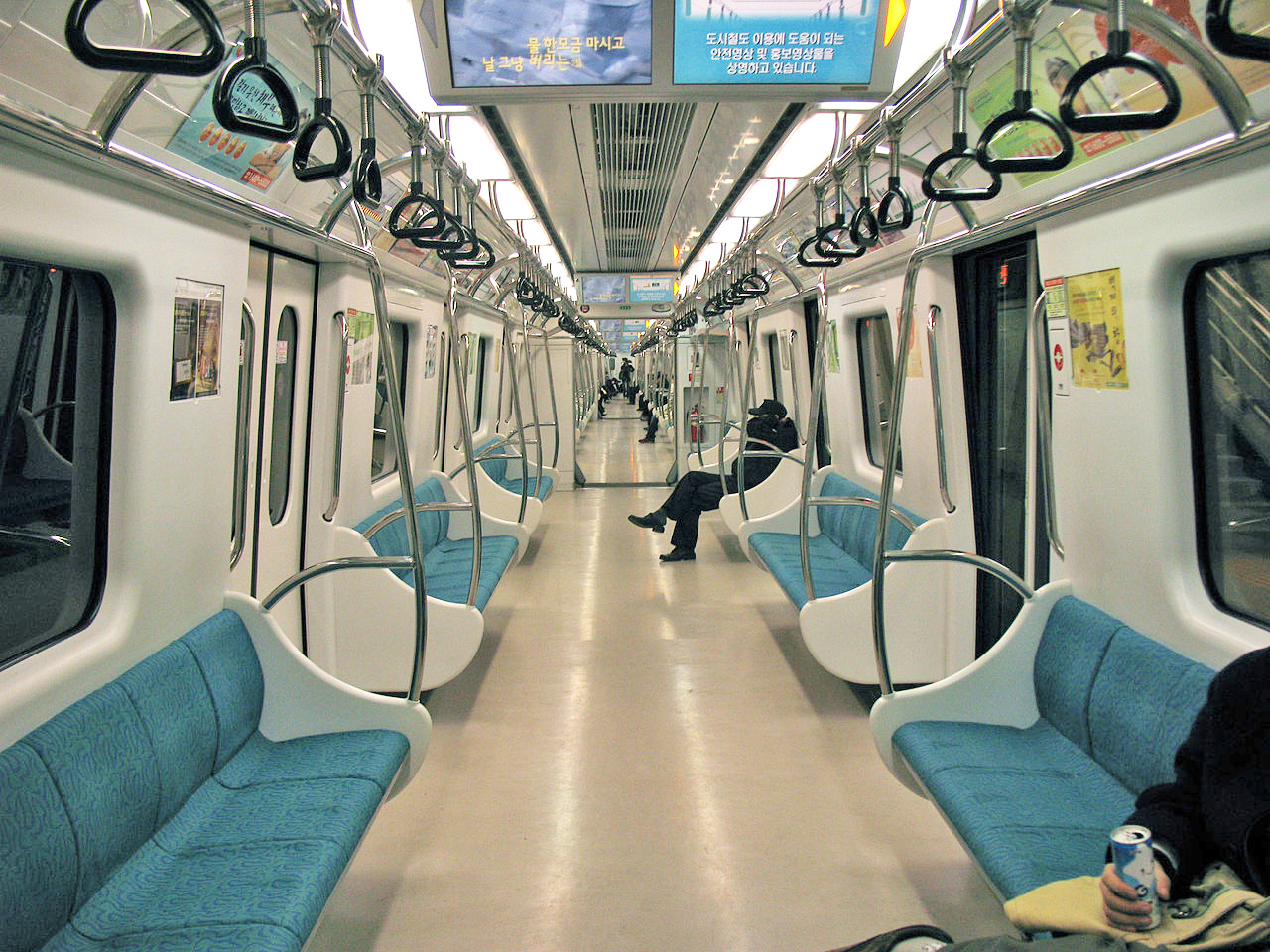
Всередині вагону